# Lista de primeiras-damas da França
A Primeira-dama da França (em francês: L'épouse du président de la République française) é um cargo não-oficial ocupado pelo cônjuge do Presidente da França. Caso ocupante do cargo seja um homem, seria designado como Primeiro-cavalheiro, porém nenhum homem o ocupou até os dias de hoje. A primeira-dama desempenha papel principalmente cerimonial, dirigindo parte do protocolo do Palácio do Eliseu, residência oficial do Presidente.
O cônjuge do Presidente da República Francesa não tem função oficial com o Presidente da República, de acordo com a Constituição, mas "exerce, sob a tradição republicana e a prática diplomática, um papel de representação, mecenato e acompanhamento do Chefe de Estado em suas missões ". Esse papel protocolar cresceu na segunda metade do século XX e sob a Quinta República. Muitos colocam sua imagem a serviço de causas humanitárias ou ações de caridade.
Segundo Danièle Sallenave, o nome "Primeira-dama" aparece na França, na segunda metade do século XIX. É atribuído a Marguerite Lebrun - pela transposição da expressão americana de primeira-dama - durante uma visita ao casal presidencial americano Roosevelt. Para Frédéric Dabi, o qualificador é "generalizado" com Anne-Aymone Giscard d'Estaing. Desde a posse de seu marido Emmanuel Macron decorrente a eleição presidencial de 2017, a primeira-dama é Brigitte Macron.

## Uso do título
Anteriormente eram conhecidas como "As presidentas", todavia o uso do termo não resistiu ao processo de feminilização dos nomes de ocupações (pintora,escritora,etc) a partir do ingresso da mulher no mercado de trabalho, uma vez que não o "cargo" de primeira-dama um cargo oficial, mas o de presidente é, não sendo impossível uma mulher vir a ocupar a presidência.

## Lista
| Primeira República Francesa | Primeira República Francesa | Primeira República Francesa   | Primeira República Francesa | Primeira República Francesa | Primeira República Francesa |
| --- | --------------------------- | ----------------------------- | --------------------------- | --------------------------- | --------------------------- |
| O cargo de Presidente da República não existiu neste regime. |                             |                               |                             |                             |                             |
| Segunda República Francesa |                             |                               |                             |                             |                             |
| Embora estivesse com Harriet Howard, o primeiro presidente da República Francesa, Luís Napoleão Bonaparte, era oficialmente solteiro. A função de anfitriã do Palácio do Eliseu era ocupada por sua prima Mathilde, de quem foi noivo no passado. Ele se casou com Eugénia de Montijo em 1853, mas ela se tornou imperatriz e não primeira-dama porque o Império foi restaurado no ano anterior. |                             |                               |                             |                             |                             |
| Nº | Primeira-dama               | Primeira-dama                 | Período                     | Período                     | Presidente                  |
| Terceira República Francesa |                             |                               |                             |                             |                             |
| 1 |                             | Élise Thiers                  | 31 de agosto de 1871        | 24 de maio de 1873          | Adolphe Thiers              |
| 2 |                             | Élisabeth Mac-Mahon           | 24 de maio de 1873          | 30 de janeiro de 1879       | Patrice Mac-Mahon           |
| 3 |                             | Coralie Grévy                 | 30 de janeiro de 1879       | 2 de dezembro de 1887       | Jules Grévy                 |
| 4 |                             | Cécile Carnot                 | 3 de dezembro de 1887       | 25 de junho de 1894         | Sadi Carnot                 |
| 5 |                             | Hélène Casimir-Perier         | 27 de junho de 1894         | 16 de janeiro de 1895       | Jean Casimir-Perier         |
| 6 |                             | Berthe Faure                  | 17 de janeiro de 1895       | 16 de fevereiro de 1899     | Félix Faure                 |
| 7 |                             | Marie-Louise Loubet           | 18 de fevereiro de 1899     | 18 de fevereiro de 1906     | Émile Loubet                |
| 8 |                             | Jeanne Fallières              | 18 de fevereiro de 1906     | 18 de fevereiro de 1913     | Armand Fallières            |
| 9 |                             | Henriette Poincaré            | 18 de fevereiro de 1913     | 18 de fevereiro de 1920     | Raymond Poincaré            |
| 10 |                             | Germaine Deschanel            | 18 de fevereiro de 1920     | 21 de setembro de 1920      | Paul Deschanel              |
| 11 |                             | Jeanne Millerand              | 23 de setembro de 1920      | 11 de junho de 1924         | Alexandre Millerand         |
| Vago | Vago                        | Vago                          | 11 de junho de 1924         | 13 de junho de 1924         | Alexandre Millerand         |
| 12 |                             | Jeanne Doumergue              | 13 de junho de 1924         | 13 de junho de 1931         | Gaston Doumergue            |
| 13 |                             | Blanche Doumer                | 13 de junho de 1931         | 7 de maio de 1932           | Paul Doumer                 |
| 14 |                             | Marguerite Lebrun             | 10 de maio de 1932          | 11 de julho de 1940         | Albert Lebrun               |
| Quarta República Francesa |                             |                               |                             |                             |                             |
| 15 |                             | Michelle Auriol               | 16 de janeiro de 1947       | 16 de janeiro de 1954       | Vincent Auriol              |
| 16 |                             | Germaine Coty                 | 16 de janeiro de 1954       | 8 de janeiro de 1959        | René Coty                   |
| Quinta República Francesa |                             |                               |                             |                             |                             |
| 17 |                             | Yvonne de Gaulle              | 8 de janeiro de 1959        | 28 de abril de 1969         | Charles de Gaulle           |
| 18 |                             | Claude Pompidou               | 20 de junho de 1969         | 2 de abril de 1974          | Georges Pompidou            |
| 19 |                             | Anne-Aymone Giscard d'Estaing | 27 de maio de 1974          | 21 de maio de 1981          | Valéry Giscard d'Estaing    |
| 20 |                             | Danielle Mitterrand           | 21 de maio de 1981          | 17 de maio de 1995          | François Mitterrand         |
| 21 |                             | Bernadette Chirac             | 17 de maio de 1995          | 16 de maio de 2007          | Jacques Chirac              |
| 22 |                             | Cécilia Sarkozy               | 16 de maio de 2007          | 15 de outubro de 2007       | Nicolas Sarkozy             |
| Vago | Vago                        | Vago                          | 15 de outubro de 2007       | 22 de fevereiro de 2008     | Nicolas Sarkozy             |
| 23 |                             | Carla Bruni-Sarkozy           | 22 de fevereiro de 2008     | 15 de maio de 2012          | Nicolas Sarkozy             |
| 24 |                             | Valérie Trierweiler           | 15 de maio de 2012          | 25 de janeiro de 2014       | François Hollande           |
| Vago | Vago                        | Vago                          | 25 de janeiro de 2014       | 14 de maio de 2017          | François Hollande           |
| 25 |                             | Brigitte Macron               | 14 de maio de 2017          | até a atualidade            | Emmanuel Macron             |